# 大滝愛子
大滝 愛子（おおたき あいこ、1928年5月21日 - 2007年10月31日）は、日本のバレエダンサー。大滝愛子バレエ・アートを主宰していた。

## 経歴
幼くして、パヴロヴァ・バレエ・スクールに入学。エリアナ・パヴロヴァに直接指導を受け、師の没後助教師となり、エリアナの妹ナデジタ・パヴロヴァを助力。
1945年には横須賀市に大滝バレエ研究所を開き、また、小牧バレエのプリマとしても活躍。1950年には東宝初のバレエ映画「裸女の愁」にヒロインとして出演した。
1953年、単身渡米バレエ留学する。バレエ・アーツ・スクール、アメリカン・バレエ・スクールなどに通い、アレクサンドラ・ダニロワ、ヴァディミル・ドコダヴスキー、マーサ・グラハム、エイチ・ニムラ等に師事。以降「ニューヨーク・コンセル・バァトリー・オブ・ダンス」で指導する。
帰国後の1956年より宝塚歌劇団にバレエ講師として招かれ、多くのタカラジェンヌの指導にあたった。
1993年、日本バレエ協会より「舞踏文化功労賞」を受賞。1995年、自身が演出・振り付け・主演を務めたスタンダール作「赤と黒」で「第17回ニムラ舞踊賞」を受賞。
2006年4月下旬、天海祐希、彩輝なお、成瀬こうきを発起人として「大滝愛子 77歳（喜寿）のお誕生日を祝う会」が開催され、200人以上が参加し、現元宝塚団員も多くが参集した。
2007年10月31日、脳出血のため死去。享年79。

## 大滝愛子バレエ・アート
- 1945年 横須賀市で大滝バレエ研究所を開く[2]。それが発展して、「宝塚受験クラス」と「宝塚模擬試験」と「宝塚受験生のための特別レッスン」など宝塚を目指すコースのある、バレエ教室の「大滝愛子バレエ・アート」を、阿佐ヶ谷で開設する[2][4]。後に神奈川県逗子市逗子に移転した[2]。
- 主な講師は大滝愛子で、アシスタントとアドバイザーが1人ずつだった[2]。
- 大滝愛子バレエアート出身のタカラジェンヌは枚挙にいとまがないほど多数に登り、稔幸、天海祐希、森奈みはる、貴城けいなど多くのトップスターを輩出している[2][5]。また現在歌手の光原エミカの旧芸名・大滝子は大滝から命名された[6]。
- 特に、元月組トップスター・瀬奈じゅん、元雪組トップスター・水夏希が大滝愛子バレエアート出身で、同時期に5組のうち2組のトップスターが大滝愛子バレエアート出身ということになる[2]。
- 天海祐希によると、阿佐ヶ谷駅で「バレエ・アート、講師大滝愛子 宝塚歌劇団講師」との看板を見て見学に行くと「レッスン場には笑い声一つ聞こえなかった」「とても厳しかった」。その水準の高さで入った。「休むようなら稽古するな」と教えていたので2年間一度も休まなかった。[4]